# Immanuel Waltfried
Immanuel Waltfried (ur. 1802, zm. 23 lutego 1865 w Warszawie) – rabin, w latach 1850–1865 cadyk chasydzkiej dynastii Przedbórz.
Był synem Izajasza z Przedborza, założyciela dynastii. Uczeń Isachara Dow Bera z Radoszyc. Ożeniony z wnuczką Jakuba Izaaka Horowica, zwanego Widzącym z Lublina. Od 1850 roku pełnił funkcję cadyka w Przedborzu. Zasłynął jako cudotwórca.
Zmarł w Warszawie. Jest pochowany w ohelu na cmentarzu żydowskim przy ulicy Okopowej (kwatera 13, rząd 18).